# Copa Simón Bolívar 2017 (Bolivia)
La Copa Simón Bolívar 2017 fue la 29ª edición de la Copa Simón Bolívar , se disputó entre el 2 de septiembre y el 20 de diciembre de 2017. Fue la de transición al año calendario y una de las más cortas de todas las disputadas desde su creación en 1988.

## Formato
Participaron los campeones y subcampeones de las 9 asociaciones departamentales, también se integraron el campeón y subcampeón de los torneos interprovinciales, quedando exentos los participantes de la Copa Bolivia por readecuarse al año calendario su disputa.
Se dividieron en 3 grupos: en el grupo A estuvieron los representantes de La Paz, Oruro y Cochabamba; en tanto en el grupo B fueron de Santa Cruz, Beni y Pando, en el grupo C los de Potosí, Tarija y Chuquisaca.
Los 3 ganadores de cada grupo más el mejor segundo se emparejaron en llaves de semifinales y donde los ganadores clasificarán a la final. El ganador fue el último equipo en incorporarse a la LFPB, en tanto el subcampeón no tuvo acceso a la serie ascenso-descenso indirecto. Solo se daba este escenario si el campeón de la temporada era Destroyers.

### Datos de los equipos
| Equipo | Equipo                   | Condición                                  | Localidad             | Estadio                                                    | Capacidad     |
| ------ | ------------------------ | ------------------------------------------ | --------------------- | ---------------------------------------------------------- | ------------- |
|        | Always Ready             | Subcampeón de la AFLP 2016/17              | La Paz                | Hernando Siles                                             | 42.000        |
|        | Atlético Bermejo         | Campeón de la ATF 2016/17                  | Bermejo               | Fabián Tintilay                                            | 5.000         |
|        | Atlético Sucre           | Campeón ACHF 2016/17                       | Sucre                 | Olímpico Patria                                            | 30.700        |
|        | Ciclón                   | Subcampeón de la ATF 2016/17               | Tarija                | IV Centenario                                              | 20.000        |
|        | Deportivo Escara         | Subcampeón de la AFO 2016                  | Oruro                 | Jesús Bermúdez                                             | 32.000        |
|        | Deportivo Kala           | Campeón de la AFO 2016                     | Oruro                 | Jesús Bermúdez                                             | 32.000        |
|        | Destroyers               | Campeón de la ACF 2016/17                  | Santa Cruz            | Ramón Tahuichi Aguilera                                    | 38.500        |
|        | Enrique Happ             | Subcampeón de la AFC 2016/17               | Cochabamba Entre Ríos | Félix Capriles Evo Morales                                 | 32.000 25.000 |
|        | Flamengo de Sucre        | Subcampeón ACHF 2016/17                    | Sucre                 | Olímpico Patria                                            | 30.700        |
|        | Gatty Ribeiro            | Campeón APF 2016/17.                       | Cobija                | Roberto Jordán                                             | 24.000        |
|        | Quebracho                | Campeón del Torneo Interprovincial 2017    | Villamontes           | Defensores de Villamontes Complejo Bernardino Bilbao Rioja | 5.000 2.000   |
|        | Ramiro Castillo          | Campeón de la AFLP 2016/17                 | El Alto               | Rafael Mendoza Castellón                                   | 14.000        |
|        | Royal Pari FC            | Subcampeón de la ACF 2016/17               | Santa Cruz            | Tahuichi Aguilera Juan Carlos Durán                        | 38.500 12.000 |
|        | San Lorenzo del Beni     | Subcampeón ABF 2016/17                     | Trinidad              | Gran Mamoré Yoyo Zambrano                                  | 15.000 3.000  |
|        | Stormers San Lorenzo     | Subcampeón AFP 2016/17                     | Potosí                | Víctor Agustín Ugarte                                      | 28.000        |
|        | Tiquipaya                | Tercero de la AFC 2016/17                  | Tiquipaya             | Sebastián Ramírez                                          | 5.000         |
|        | Universitario de Vinto   | Subcampeón del Torneo Interprovincial 2017 | Vinto                 | Municipal de Quillacollo                                   | 6.000         |
|        | Universitario del Beni   | Campeón ABF 2016/17                        | Trinidad              | Gran Mamoré Yoyo Zambrano                                  | 15.000 3.000  |
|        | Vaca Díez                | Subcampeón de la APF 2015/16               | Cobija                | Estadio Departamental de Pando                             | 24.000        |
|        | Wilstermann-Cooperativas | Campeón AFP 2016/17                        | Potosí                | Víctor Agustín Ugarte                                      | 28.000        |

1. ↑  El Club Aurora, campeón 2016/17 de la Asociación de Fútbol de Cochabamba (AFC), aseguró su ascenso a la División Profesional del Fútbol Boliviano tras ganar el Campeonato Nacional B 2016/17, por lo que Tiquipaya ocupó su lugar en la presente edición de la Copa Simón Bolívar .

### Cupos por departamento
| Departamento | Cantidad | Equipo                   |
| ------------ | -------- | ------------------------ |
| Cochabamba   | 3        | Enrique Happ             |
| Cochabamba   | 3        | Tiquipaya                |
| Cochabamba   | 3        | Universitario de Vinto   |
| Tarija       | 3        | Atlético Bermejo         |
| Tarija       | 3        | Ciclón                   |
| Tarija       | 3        | Quebracho                |
| Beni         | 2        | Universitario del Beni   |
| Beni         | 2        | San Lorenzo del Beni     |
| Chuquisaca   | 2        | Atlético Sucre           |
| Chuquisaca   | 2        | Flamengo de Sucre        |
| La Paz       | 2        | Ramiro Castillo          |
| La Paz       | 2        | Always Ready             |
| Oruro        | 2        | Deportivo Escara         |
| Oruro        | 2        | Deportivo Kala           |
| Pando        | 2        | Gatty Ribeiro            |
| Pando        | 2        | Vaca Díez                |
| Potosí       | 2        | Wilstermann-Cooperativas |
| Potosí       | 2        | Stormers San Lorenzo     |
| Santa Cruz   | 2        | Destroyers               |
| Santa Cruz   | 2        | Royal Pari FC            |

## Fase de grupos

### Grupo A
| Pos | Equipo                 | Pts | PJ | G | E | P | GF | GC | Dif |
| --- | ---------------------- | --- | -- | - | - | - | -- | -- | --- |
| 1º  | Deportivo Kala         | 24  | 12 | 7 | 3 | 2 | 27 | 21 | 6   |
| 2º  | Ramiro Castillo        | 22  | 12 | 6 | 4 | 2 | 28 | 14 | 14  |
| 3º  | Universitario de Vinto | 18  | 12 | 4 | 6 | 2 | 16 | 14 | 2   |
| 4º  | Always Ready           | 17  | 12 | 5 | 2 | 5 | 14 | 13 | 1   |
| 5º  | Enrique Happ           | 15  | 12 | 4 | 3 | 5 | 28 | 27 | 1   |
| 6º  | Tiquipaya              | 11  | 12 | 2 | 5 | 5 | 17 | 19 | -2  |
| 7º  | Deportivo Escara       | 6   | 12 | 1 | 3 | 8 | 13 | 35 | -22 |

Pts = Puntos; PJ = Partidos Jugados; G = Partidos Ganados; E = Partidos Empatados; P = Partidos Perdidos; GF = Goles Anotados; GC = Goles Recibidos; Dif = Diferencia de gol
|  | Clasificado a la Semifinal. |

#### Fixture
| Tiquipaya       | 1 - 1 | Universitario de Vinto | Sebastián Ramírez        | 2 de septiembre | 16:00 |
| Ramiro Castillo | 0 - 0 | Always Ready           | Rafael Mendoza Castellón | 2 de septiembre | 16:00 |
| Deportivo Kala  | 5 - 1 | Deportivo Escara       | Jesús Bermúdez           | 2 de septiembre | 16:00 |

| Universitario de Vinto | 1 - 1 | Ramiro Castillo | Municipal de Quillacollo | 9 de septiembre  | 16:00 |
| Deportivo Escara       | 1 - 0 | Enrique Happ    | Jesús Bermúdez           | 10 de septiembre | 16:00 |
| Always Ready           | 1 - 3 | Deportivo Kala  | Rafael Mendoza Castellón | 10 de septiembre | 16:00 |

| Deportivo Kala  | 0 - 0 | Universitario de Vinto | Jesús Bermúdez | 16 de septiembre | 16:00 |
| Ramiro Castillo | 1 - 0 | Tiquipaya              | Hernando Siles | 16 de septiembre | 16:00 |
| Enrique Happ    | 3 - 1 | Always Ready           | Evo Morales    | 17 de septiembre | 16:00 |

| Always Ready           | 1 - 0 | Tiquipaya        | Hernando Siles           | 20 de septiembre | 16:00 |
| Deportivo Kala         | 5 - 3 | Enrique Happ     | Jesús Bermúdez           | 20 de septiembre | 16:00 |
| Universitario de Vinto | 0 - 0 | Deportivo Escara | Municipal de Quillacollo | 20 de septiembre | 16:00 |

| Deportivo Escara | 0 - 3 | Always Ready    | Jesús Bermúdez    | 23 de septiembre | 16:00 |
| Tiquipaya        | 0 - 1 | Deportivo Kala  | Sebastián Ramírez | 23 de septiembre | 16:00 |
| Enrique Happ     | 3 - 1 | Ramiro Castillo | Evo Morales       | 24 de septiembre | 16:00 |

| Deportivo Escara | 2 - 2 | Tiquipaya              | Jesús Bermúdez | 30 de septiembre | 16:00 |
| Ramiro Castillo  | 1 - 1 | Deportivo Kala         | Hernando Siles | 30 de septiembre | 16:00 |
| Enrique Happ     | 1 - 1 | Universitario de Vinto | Evo Morales    | 1 de octubre     | 16:00 |

| Universitario de Vinto | 1 - 0 | Always Ready     | Municipal de Quillacollo | 7 de octubre | 16:00 |
| Ramiro Castillo        | 3 - 0 | Deportivo Escara | Hernando Siles           | 7 de octubre | 16:00 |
| Tiquipaya              | 1 - 1 | Enrique Happ     | Sebastián Ramírez        | 7 de octubre | 16:00 |

| Always Ready           | 2 - 2 | Ramiro Castillo | Hernando Siles           | 14 de octubre | 16:00 |
| Deportivo Escara       | 2 - 3 | Deportivo Kala  | Jesús Bermúdez           | 15 de octubre | 16:00 |
| Universitario de Vinto | 2 - 1 | Tiquipaya       | Municipal de Quillacollo | 15 de octubre | 16:00 |

| Enrique Happ    | 6 - 1 | Deportivo Escara       | Evo Morales    | 18 de octubre | 16:00 |
| Deportivo Kala  | 1 - 0 | Always Ready           | Jesús Bermúdez | 18 de octubre | 16:00 |
| Ramiro Castillo | 4 - 0 | Universitario de Vinto | Rafael Mendoza | 18 de octubre | 16:00 |

| Always Ready           | 1 - 2 | Enrique Happ    | Rafael Mendoza           | 22 de octubre | 16:00 |
| Universitario de Vinto | 1 - 1 | Deportivo Kala  | Municipal de Quillacollo | 22 de octubre | 16:00 |
| Tiquipaya              | 2 - 0 | Ramiro Castillo | Sebastián Ramírez        | 25 de octubre | 16:00 |

| Deportivo Escara | 3 - 6 | Universitario de Vinto | Jesús Bermúdez    | 28 de octubre | 16:00 |
| Tiquipaya        | 1 - 2 | Always Ready           | Sebastián Ramírez | 28 de octubre | 16:00 |
| Enrique Happ     | 2 - 3 | Deportivo Kala         | Evo Morales       | 29 de octubre | 16:00 |

| Ramiro Castillo | 5 - 2 | Enrique Happ     | Rafael Mendoza | 4 de noviembre | 16:00 |
| Always Ready    | 2 - 0 | Deportivo Escara | Hernando Siles | 5 de noviembre | 16:00 |
| Deportivo Kala  | 2 - 3 | Tiquipaya        | Jesús Bermúdez | 5 de noviembre | 16:00 |

| Deportivo Kala         | 2 - 7 | Ramiro Castillo  | Jesús Bermúdez           | 8 de noviembre | 16:00 |
| Tiquipaya              | 2 - 2 | Deportivo Escara | Sebastián Ramírez        | 8 de noviembre | 16:00 |
| Universitario de Vinto | 3 - 1 | Enrique Happ     | Municipal de Quillacollo | 8 de noviembre | 16:00 |

| Always Ready     | 1 - 0 | Universitario de Vinto | Hernando Siles | 11 de noviembre | 16:00 |
| Enrique Happ     | 4 - 4 | Tiquipaya              | Evo Morales    | 11 de noviembre | 16:00 |
| Deportivo Escara | 1 - 3 | Ramiro Castillo        | Jesús Bermúdez | 11 de noviembre | 16:00 |

### Grupo B
| Pos | Equipo                 | Pts | PJ | G | E | P | GF | GC | Dif |
| --- | ---------------------- | --- | -- | - | - | - | -- | -- | --- |
| 1º  | Royal Pari FC          | 24  | 10 | 8 | 0 | 2 | 41 | 9  | 32  |
| 2º  | Gatty Ribeiro          | 22  | 10 | 7 | 1 | 2 | 25 | 16 | 9   |
| 3º  | Destroyers             | 21  | 10 | 7 | 0 | 3 | 30 | 16 | 14  |
| 4º  | San Lorenzo del Beni   | 15  | 10 | 5 | 0 | 5 | 27 | 28 | -1  |
| 5º  | Universitario del Beni | 4   | 10 | 1 | 1 | 8 | 17 | 40 | -23 |
| 6º  | Vaca Díez              | 3   | 10 | 1 | 0 | 9 | 15 | 46 | -31 |

Pts = Puntos; PJ = Partidos Jugados; G = Partidos Ganados; E = Partidos Empatados; P = Partidos Perdidos; GF = Goles Anotados; GC = Goles Recibidos; Dif = Diferencia de gol
|  | Clasificado a la Semifinal. |

#### Fixture
| Destroyers             | 0 - 4 | Royal Pari           | Ramón Tahuichi Aguilera | 9 de septiembre  | 15:30 |
| Universitario del Beni | 1 - 3 | San Lorenzo del Beni | Gran Mamoré             | 10 de septiembre | 16:00 |
| Vaca Díez              | 2 - 3 | Gatty Ribeiro        | Universidad Amazónica   | 10 de septiembre | 17:00 |

| Royal Pari           | 5 - 2 | Vaca Díez              | Juan Carlos Durán | 14 de septiembre | 16:00 |
| Gatty Ribeiro        | 2 - 0 | Universitario del Beni | Complejo UAP      | 17 de septiembre | 16:00 |
| San Lorenzo del Beni | 0 - 4 | Destroyers             | Gran Mamoré       | 1 de octubre     | 16:00 |

| Destroyers             | 3 - 0 | Vaca Díez            | Ramón Tahuichi Aguilera | 16 de septiembre | 16:00 |
| Gatty Ribeiro          | 2 - 1 | San Lorenzo del Beni | Complejo UAP            | 24 de septiembre | 16:00 |
| Universitario del Beni | 0 - 4 | Royal Pari           | Gran Mamoré             | 8 de octubre     | 16:00 |

| San Lorenzo del Beni | 3 - 1 | Royal Pari             | Yoyo Zambrano           | 17 de septiembre | 16:00 |
| Vaca Díez            | 4 - 2 | Universitario del Beni | Complejo UAP            | 20 de septiembre | 16:00 |
| Destroyers           | 2 - 1 | Gatty Ribeiro          | Ramón Tahuichi Aguilera | 4 de octubre     | 20:00 |

| Universitario del Beni | 1 - 2 | Destroyers           | Gran Mamoré  | 24 de septiembre | 16:00 |
| Vaca Díez              | 0 - 3 | San Lorenzo del Beni | Complejo UAP | 27 de septiembre | 16:00 |
| Royal Pari             | 2 - 1 | Gatty Ribeiro        | Edgar Peña   | 30 de septiembre | 16:00 |

| Royal Pari           | 4 - 0 | Destroyers             | Ramón Tahuichi Aguilera | 15 de octubre | 16:00 |
| San Lorenzo del Beni | 5 - 3 | Universitario del Beni | Gran Mamoré             | 15 de octubre | 16:00 |
| Gatty Ribeiro        | 5 - 1 | Vaca Díez              | Complejo UAP            | 15 de octubre | 17:00 |

| Destroyers             | 5 - 0 | San Lorenzo del Beni | Edgar Peña Gutiérrez | 19 de octubre | 18:00 |
| Vaca Díez              | 0 - 6 | Royal Pari           | Complejo UAP         | 22 de octubre | 17:00 |
| Universitario del Beni | 1 - 1 | Gatty Ribeiro        | Gran Mamoré          | 25 de octubre | 20:00 |

| San Lorenzo del Beni | 4 - 5  | Gatty Ribeiro          | Gran Mamoré             | 29 de octubre   | 16:00 |
| Vaca Díez            | 0 - 6  | Destroyers             | Complejo UAP            | 8 de noviembre  | 20:00 |
| Royal Pari           | 11 - 1 | Universitario del Beni | Ramón Tahuichi Aguilera | 11 de noviembre | 16:00 |

| Royal Pari             | 3 - 0 | San Lorenzo del Beni | Ramón Tahuichi Aguilera | 25 de octubre   | 20:00 |
| Universitario del Beni | 5 - 2 | Vaca Díez            | Gran Mamoré             | 1 de noviembre  | 20:00 |
| Gatty Ribeiro          | 3 - 2 | Destroyers           | Complejo UAP            | 11 de noviembre | 16:00 |

| Gatty Ribeiro        | 2 - 1 | Royal Pari             | Complejo UAP            | 18 de octubre  | 17:00 |
| Destroyers           | 6 - 3 | Universitario del Beni | Ramón Tahuichi Aguilera | 29 de octubre  | 16:00 |
| San Lorenzo del Beni | 8 - 4 | Vaca Díez              | Gran Mamoré             | 5 de noviembre | 16:00 |

### Grupo C
| Pos | Equipo                   | Pts | PJ | G | E | P | GF | GC | Dif |
| --- | ------------------------ | --- | -- | - | - | - | -- | -- | --- |
| 1º  | Atlético Bermejo         | 30  | 12 | 9 | 3 | 0 | 29 | 8  | 21  |
| 2º  | Quebracho                | 26  | 12 | 8 | 2 | 2 | 28 | 9  | 19  |
| 3º  | Ciclón                   | 25  | 12 | 8 | 1 | 3 | 35 | 11 | 24  |
| 4º  | Wilstermann-Cooperativas | 13  | 12 | 4 | 1 | 7 | 16 | 33 | -17 |
| 5º  | Atlético Sucre           | 11  | 12 | 3 | 2 | 7 | 23 | 30 | -7  |
| 6º  | Stormers San Lorenzo     | 10  | 12 | 3 | 1 | 8 | 17 | 26 | -9  |
| 7º  | Flamengo                 | 5   | 12 | 1 | 2 | 9 | 14 | 45 | -31 |

Pts = Puntos; PJ = Partidos Jugados; G = Partidos Ganados; E = Partidos Empatados; P = Partidos Perdidos; GF = Goles Anotados; GC = Goles Recibidos; Dif = Diferencia de gol
|  | Clasificados a la Semifinal. |

#### Fixture
| Atlético Bermejo         | 2 - 0 | Ciclón               | Fabián Tintilay       | 3 de septiembre | 16:00 |
| Flamengo                 | 0 - 3 | Atlético Sucre       | Olímpico Patria       | 3 de septiembre | 16:00 |
| Wilstermann-Cooperativas | 2 - 1 | Stormers San Lorenzo | Víctor Agustín Ugarte | 3 de septiembre | 16:00 |

| Stormers San Lorenzo | 2 - 2 | Quebracho                | Víctor Agustín Ugarte | 9 de septiembre  | 16:00 |
| Ciclón               | 6 - 0 | Atlético Sucre           | IV Centenario         | 10 de septiembre | 16:00 |
| Flamengo             | 1 - 0 | Wilstermann-Cooperativas | Olímpico Patria       | 10 de septiembre | 16:00 |

| Atlético Sucre           | 2 - 2 | Atlético Bermejo | Olímpico Patria           | 16 de septiembre | 16:00 |
| Quebracho                | 3 - 0 | Flamengo         | Defensores de Villamontes | 16 de septiembre | 16:00 |
| Wilstermann-Cooperativas | 1 - 1 | Ciclón           | Víctor Agustín Ugarte     | 17 de septiembre | 16:00 |

| Flamengo                 | 2 - 2 | Atlético Bermejo     | Olímpico Patria       | 20 de septiembre | 16:00 |
| Wilstermann-Cooperativas | 1 - 2 | Quebracho            | Víctor Agustín Ugarte | 20 de septiembre | 16:00 |
| Ciclón                   | 2 - 1 | Stormers San Lorenzo | IV Centenario         | 20 de septiembre | 16:00 |

| Quebracho            | 3 - 0 | Atlético Sucre           | Defensores de Villamontes | 24 de septiembre | 16:00 |
| Stormers San Lorenzo | 3 - 2 | Flamengo                 | Víctor Agustín Ugarte     | 24 de septiembre | 16:00 |
| Atlético Bermejo     | 2 - 0 | Wilstermann-Cooperativas | Fabián Tintilay           | 24 de septiembre | 16:00 |

| Stormers San Lorenzo | 0 - 1 | Atlético Bermejo         | Víctor Agustín Ugarte     | 1 de octubre | 16:00 |
| Quebracho            | 1 - 0 | Ciclón                   | Defensores de Villamontes | 1 de octubre | 16:00 |
| Atlético Sucre       | 2 - 3 | Wilstermann-Cooperativas | Olímpico Patria           | 1 de octubre | 16:00 |

| Ciclón           | 4 - 1 | Flamengo             | IV Centenario   | 8 de octubre | 16:00 |
| Atlético Sucre   | 2 - 1 | Stormers San Lorenzo | Olímpico Patria | 8 de octubre | 16:00 |
| Atlético Bermejo | 2 - 1 | Quebracho            | Fabián Tintilay | 8 de octubre | 16:00 |

| Atlético Sucre       | 2 - 2 | Flamengo                 | Olímpico Patria       | 14 de octubre | 16:00 |
| Stormers San Lorenzo | 2 - 1 | Wilstermann-Cooperativas | Víctor Agustín Ugarte | 14 de octubre | 16:00 |
| Ciclón               | 0 - 2 | Atlético Bermejo         | IV Centenario         | 15 de octubre | 16:00 |

| Atlético Sucre           | 2 - 3 | Ciclón               | Olímpico Patria           | 18 de octubre | 16:00 |
| Quebracho                | 3 - 0 | Stormers San Lorenzo | Defensores de Villamontes | 18 de octubre | 16:00 |
| Wilstermann-Cooperativas | 3 - 2 | Flamengo             | Víctor Agustín Ugarte     | 19 de octubre | 16:00 |

| Atlético Bermejo | 2 - 1 | Atlético Sucre           | Fabián Tintilay | 22 de octubre | 16:00 |
| Ciclón           | 6 - 0 | Wilstermann-Cooperativas | IV Centenario   | 22 de octubre | 16:00 |
| Flamengo         | 0 - 2 | Quebracho                | Olímpico Patria | 22 de octubre | 16:00 |

| Stormers San Lorenzo | 0 - 1 | Ciclón                   | Víctor Agustín Ugarte     | 28 de octubre | 16:00 |
| Atlético Bermejo     | 8 - 0 | Flamengo                 | Fabián Tintilay           | 29 de octubre | 16:00 |
| Quebracho            | 8 - 1 | Wilstermann-Cooperativas | Defensores de Villamontes | 29 de octubre | 16:00 |

| Wilstermann-Cooperativas | 0 - 2 | Atlético Bermejo     | Víctor Agustín Ugarte | 4 de noviembre | 16:00 |
| Atlético Sucre           | 1 - 3 | Quebracho            | Olímpico Patria       | 4 de noviembre | 16:00 |
| Flamengo                 | 3 - 4 | Stormers San Lorenzo | Olímpico Patria       | 5 de noviembre | 16:00 |

| Atlético Bermejo         | 2 - 1 | Stormers San Lorenzo | Fabián Tintilay       | 8 de noviembre | 16:00 |
| Ciclón                   | 1 - 0 | Quebracho            | IV Centenario         | 8 de noviembre | 16:00 |
| Wilstermann-Cooperativas | 4 - 3 | Atlético Sucre       | Víctor Agustín Ugarte | 8 de noviembre | 16:00 |

| Stormers San Lorenzo | 2 - 5  | Atlético Sucre   | Víctor Agustín Ugarte     | 11 de noviembre | 16:00 |
| Flamengo             | 1 - 11 | Ciclón           | Olímpico Patria           | 12 de noviembre | 16:00 |
| Quebracho            | 1 - 1  | Atlético Bermejo | Defensores de Villamontes | 12 de noviembre | 16:00 |

### Mejor segundo
Por disposición de la ANF, los grupos con siete participantes (A y C) tendrán opción de calificar al mejor segundo lugar a semifinales. El grupo B, al contar con seis participantes queda excluido de esta condición.
| Equipo          | Pts. | PJ | PG | PE | PP | GF | GC | DG  | Grp. |
| --------------- | ---- | -- | -- | -- | -- | -- | -- | --- | ---- |
| Quebracho       | 26   | 12 | 8  | 2  | 2  | 28 | 9  | +19 | C    |
| Ramiro Castillo | 22   | 12 | 6  | 4  | 2  | 28 | 14 | +14 | A    |

## Fase Eliminatoria
|  | Semifinales               | Semifinales               | Semifinales               |   |                | Final                                 | Final                                 | Final                                 | Final                                 |  |
|  | Del 18 al 26 de noviembre | Del 18 al 26 de noviembre | Del 18 al 26 de noviembre |   |                | Del 9 de diciembre al 20 de diciembre | Del 9 de diciembre al 20 de diciembre | Del 9 de diciembre al 20 de diciembre | Del 9 de diciembre al 20 de diciembre |  |
|  |                           |                           |                           |   |                |                                       |                                       |                                       |                                       |  |
|  |                           |                           |                           |   |                |                                       |                                       |                                       |                                       |  |
|  | Deportivo Kala (p.)       | 1                         | 3 (3)                     |   |                |                                       |                                       |                                       |                                       |  |
|  | Deportivo Kala (p.)       | 1                         | 3 (3)                     |   |                |                                       |                                       |                                       |                                       |  |
|  | Quebracho                 | 3                         | 0 (2)                     |   |                |                                       |                                       |                                       |                                       |  |
|  | Quebracho                 | 3                         | 0 (2)                     |   | Deportivo Kala | 1                                     | 1                                     | 2                                     |                                       |  |
|  |                           |                           |                           |   | Deportivo Kala | 1                                     | 1                                     | 2                                     |                                       |  |
|  |                           |                           | Royal Pari FC             | 1 | 1              | 6                                     |                                       |                                       |                                       |  |
|  | Atlético Bermejo          | 0                         | Royal Pari FC             | 1 | 1              | 6                                     | 2                                     |                                       |                                       |  |
|  | Atlético Bermejo          | 0                         |                           |   |                |                                       | 2                                     |                                       |                                       |  |
|  | Royal Pari FC             | 1                         | 2                         |   |                |                                       |                                       |                                       |                                       |  |
|  | Royal Pari FC             | 1                         | 2                         |   |                |                                       |                                       |                                       |                                       |  |
|  |                           |                           |                           |   |                |                                       |                                       |                                       |                                       |  |

### Semifinales
| 18 de noviembre de 2017, 15:30 (UTC-4) | Royal Pari FC | 1:0 (0:0) | Atético Bermejo | Estadio Ramón Tahuichi Aguilera, Santa Cruz de la Sierra |                         |
|                                        | Siles 53'     |           |                 | Árbitro(s): Raúl Orozco                                  | Árbitro(s): Raúl Orozco |

| 26 de noviembre de 2017, 15:30 (UTC-4) | Atlético Bermejo         | 2:2 (0:0) | Royal Pari FC   | Estadio Fabián Tintilay, Bermejo |  |
|                                        | Martins 56' · Adrián 59' |           | Gonzaga 68' 77' |                                  |  |

| 19 de noviembre de 2017, 16:00 (UTC-4) | Quebracho                                 | 3:1 (2:1) | Deportivo Kala | Estadio Defensores de Villamontes, Villamontes |  |
|                                        | Martínez 31' · Flores 41' · Torrealba 57' |           | Ávila 12'      |                                                |  |

| 26 de noviembre de 2017, 15:30 (UTC-4) | Deportivo Kala                         | 3:0 (1:0) | Quebracho | Estadio Jesús Bermúdez, Oruro |  |
|                                        | Da Silva 4' · Limón 79' · De Souza 85' |           |           |                               |  |

### Final
| 9 de diciembre de 2017, 17:15 (UTC-4) | Royal Pari FC    | 1:1 (0:1) | Deportivo Kala        | Estadio Ramón Tahuichi Aguilera, Santa Cruz de la Sierra |  |
|                                       | Brayan Égüez 90' | Reporte   | Jefferson Tavares 36' |                                                          |  |

| 16 de diciembre de 2017, 15:00 (UTC-4) | Deportivo Kala  | 1:1 (0:1) | Royal Pari FC        | Estadio Jesús Bermúdez, Oruro |  |
|                                        | Nilo Flores 87' | Reporte   | 38' Anderson Gonzaga |                               |  |

Partido Definitorio
Nota: En caso de ser necesario y en cumplimiento del Art. 19 del Reglamento del Campeonato, se jugará un tercer partido.
| 20 de diciembre de 2017, 20:00 (UTC-4) | Deportivo Kala   | 2:6 (1:4) | Royal Pari FC                                                                             | Estadio Olímpico Patria, Sucre |  |
|                                        | De Souza 40' 62' | Reporte   | 36' Diego Cuéllar · 29' 85' Alfonso Isita · 30' 42' Darwin Ríos · 90+2' Martín Palavicini |                                |  |

## Campeón
|               |
| Royal Pari FC |
| 1° título     |

## Goleadores
| Jugador                | Equipo               | Goles |
| ---------------------- | -------------------- | ----- |
| Anderson Gonzaga       | Royal Pari           | 15    |
| Regis de Souza         | Deportivo Kala       | 12    |
| Pedro Fernando Taborga | Gatty Ribeiro        | 11    |
| Darwin Ríos            | Royal Pari           | 11    |
| Rómulo Charrupi        | Ramiro Castillo      | 9     |
| Jeison Quiñónez        | Ramiro Castillo      | 9     |
| Martín Palavicini      | Royal Pari           | 9     |
| Jehanamed Castedo      | Gatty Ribeiro        | 8     |
| Jefferson Tavares      | Deportivo Kala       | 8     |
| José Luis Aramayo      | Atlético Sucre       | 7     |
| Ramiro Vaca            | Quebracho            | 7     |
| Jorge Moroña           | Vaca Díez            | 7     |
| Carlos Ávila           | Deportivo Kala       | 7     |
| Luis Osinaga           | Destroyers           | 6     |
| Ángel Cuéllar          | Destroyers           | 6     |
| Leyson Lemus           | Enrique Happ         | 6     |
| Stephan Loga Bouga     | Escara               | 6     |
| Carlos Ardián          | Flamengo             | 6     |
| Ángel Nieves           | Quebracho            | 6     |
| Ederson Buendía        | Ramiro Castillo      | 6     |
| Roy Urgel              | Ramiro Castillo      | 6     |
| Alan Peredo            | Stormers San Lorenzo | 6     |
| César Lucas Méndez     | Stormers San Lorenzo | 6     |